# Bintulu

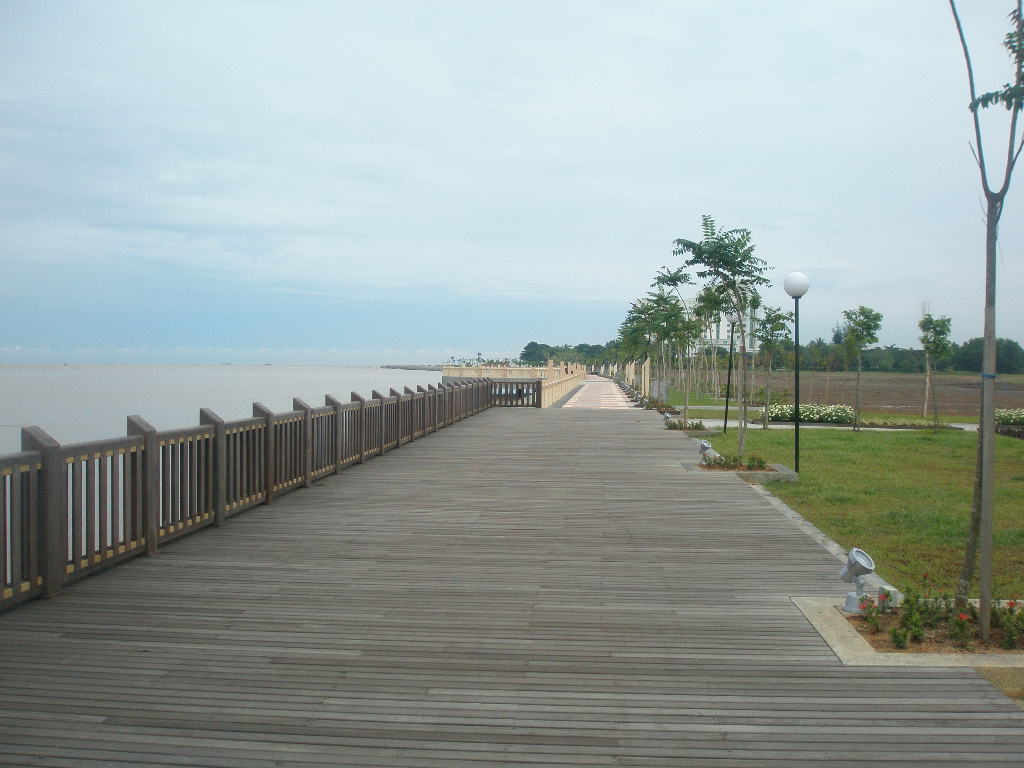
Strandpromenad vid Bintulu.

Bintulu är en stad i den malaysiska delstaten Sarawak, och är belägen vid Kemenaflodens mynning ut i Sydkinesiska havet, på Borneo. Befolkningen uppgick till 103 733 invånare vid folkräkningen 2000. Bintulu är administrativ huvudort för en av delstatens divisioner, samt ett distrikt (båda med samma namn som staden).